# Rondeletia susannae
Rondeletia susannae är en måreväxtart som beskrevs av Attila L. Borhidi. Rondeletia susannae ingår i släktet Rondeletia och familjen måreväxter. Inga underarter finns listade i Catalogue of Life.